# Uvariodendron fuscum
Uvariodendron fuscum là một loài thực vật thuộc họ Annonaceae. Đây là loài đặc hữu của Cameroon. Môi trường sống tự nhiên của chúng là rừng khô nhiệt đới hoặc cận nhiệt đới.